# Paprotki (województwo dolnośląskie)
Paprotki (przed 1945 niem. Städtisch Hartau) – wieś w Polsce położona w województwie dolnośląskim, w powiecie kamiennogórskim, w gminie Lubawka.

## Podział administracyjny
W latach 1975–1998 miejscowość położona była w województwie jeleniogórskim.

## Charakterystyka
Niewielka wieś położona u zachodniego podnóża wzniesienia Zadzierna nad brzegiem Jeziora Bukówka  w środkowej części wzgórz Bramy Lubawskiej, w obniżeniu pomiędzy Chełmczykiem a Zadzierną. W trakcie przebudowy zbiornika Bukówka południowa część wsi wraz z najkrótszą drogą do Lubawki została zatopiona. Z centrum wsi prowadzi najkrótsza trasa na Zadzierną (724 m n.p.m.). Ze szczytu rozpościera się jeden z najpiękniejszych widoków na Karkonosze, Lasocki Grzbiet, Rudawy Janowickie i Wzgórza Bramy Lubawskiej.

## Ciekawostka
- Przed 1945 rokiem Zadzierna  stanowiła pomnik przyrody.
- W 1939 roku wieś liczyła 140 mieszkańców.